# Parco nazionale storico della Cultura Hopewell
il parco nazionale storico della Cultura Hopewell è un parco nazionale storico degli Stati Uniti situato nella contea di Ross nello stato dell'Ohio. Il parco comprende sei siti archeologici contenenti i resti di tumuli funerari ed altri earthwork eretti dalla cultura Hopewell fra il 200 a.C. ed il 400 d.C.: Mound City Group, Hopewell Mound Group, High Bank Works, Hopeton Earthworks, Seip Earthworks e Spruce Hill Earthworks. I primi scavi del sito furono effettuati nel 1846 dai due archeologi americani George Squier e Edwin Davis. A partire dal 1º agosto 1946 il parco e relativi siti sono gestiti dal National Park Service.
Nel 2023 cinque dei sei siti del parco sono stati inclusi tra le Opere in terra cerimoniali di Hopewell, sito seriale del patrimonio dell'umanità dell'UNESCO.